# Lavoûte-Chilhac
Lavoûte-Chilhac [lavut ʃijak] communément appelée Lavoûte, est une commune française située dans le département de la Haute-Loire en région Auvergne-Rhône-Alpes.
Son site naturel saisissant par la boucle que forme l'Allier et son riche patrimoine architectural en font une étape touristique emblématique des gorges de l'Allier.
La commune fait partie de l'association Les Plus Beaux Villages de France, et a été labellisée plus beau village de France, par la commission qualité, le 1er octobre 2022.
Les habitants se nomment les Lavoutois et Lavoutoises.

## Géographie

### Localisation
Dans les gorges de l'Allier, le village de Lavoûte-Chilhac est environ à mi-distance de Langeac et de Vieille-Brioude (fin des gorges de l'Allier qui rejoint alors la Limagne de Brioude).
La commune de Lavoûte-Chilhac se trouve à plus de 400 mètres d'altitude dans le département de la Haute-Loire, en région Auvergne-Rhône-Alpes,.
Elle se situe à 51 km par la route du Puy-en-Velay, préfecture du département, à 23 km de Brioude, sous-préfecture, et à 17 km de Mazeyrat-d'Allier, bureau centralisateur du canton du Pays de Lafayette dont dépend la commune depuis 2015 pour les élections départementales.
Les communes les plus proches sont : Saint-Cirgues (0,4 km), Blassac (2,5 km), Chilhac (2,9 km), Aubazat (2,9 km), Arlet (3,8 km), Saint-Austremoine (4,1 km), Saint-Ilpize (5,4 km), Saint-Privat-du-Dragon (5,6 km).
Le territoire de la commune est limitrophe de ceux de 5 communes :
| Blassac       |                 | Saint-Privat-du-Dragon |
|               | Lavoûte-Chilhac | Chilhac                |
| Saint-Cirgues |                 | Aubazat                |

### Climat
Pour des articles plus généraux, voir Climat d'Auvergne-Rhône-Alpes et Climat de la Haute-Loire.
En 2010, le climat de la commune est de type climat méditerranéen altéré, selon une étude du Centre national de la recherche scientifique s'appuyant sur une série de données couvrant la période 1971-2000. En 2020, Météo-France publie une typologie des climats de la France métropolitaine dans laquelle la commune est exposée à un climat de montagne ou de marges de montagne et est dans la région climatique Nord-est du Massif Central, caractérisée par une pluviométrie annuelle de 800 à 1 200 mm, bien répartie dans l’année.
Pour la période 1971-2000, la température annuelle moyenne est de 11 °C, avec une amplitude thermique annuelle de 16,9 °C. Le cumul annuel moyen de précipitations est de 633 mm, avec 7,4 jours de précipitations en janvier et 6,1 jours en juillet. Pour la période 1991-2020, la température moyenne annuelle observée sur la station météorologique de Météo-France la plus proche, « Chavaniac-Lafa », sur la commune de Chavaniac-Lafayette à 14 km à vol d'oiseau, est de 10,5 °C et le cumul annuel moyen de précipitations est de 766,4 mm,. Pour l'avenir, les paramètres climatiques de la commune estimés pour 2050 selon différents scénarios d'émission de gaz à effet de serre sont consultables sur un site dédié publié par Météo-France en novembre 2022.

### Hydrographie
La rivière de l'Allier est le seul cours d'eau traversant Lavoûte-Chilhac,.

## Urbanisme

### Typologie
Au 1er janvier 2024, Lavoûte-Chilhac est catégorisée commune rurale à habitat dispersé, selon la nouvelle grille communale de densité à sept niveaux définie par l'Insee en 2022.
Elle est située hors unité urbaine et hors attraction des villes,.

### Occupation des sols
L'occupation des sols de la commune, telle qu'elle ressort de la base de données européenne d’occupation biophysique des sols Corine Land Cover (CLC), est marquée par l'importance des territoires agricoles (63,6 % en 2018), en diminution par rapport à 1990 (75,1 %). La répartition détaillée en 2018 est la suivante : zones agricoles hétérogènes (51,7 %), forêts (24,9 %), zones urbanisées (11,5 %), terres arables (9,6 %), prairies (2,4 %). L'évolution de l’occupation des sols de la commune et de ses infrastructures peut être observée sur les différentes représentations cartographiques du territoire : la carte de Cassini (XVIIIe siècle), la carte d'état-major (1820-1866) et les cartes ou photos aériennes de l'IGN pour la période actuelle (1950 à aujourd'hui).

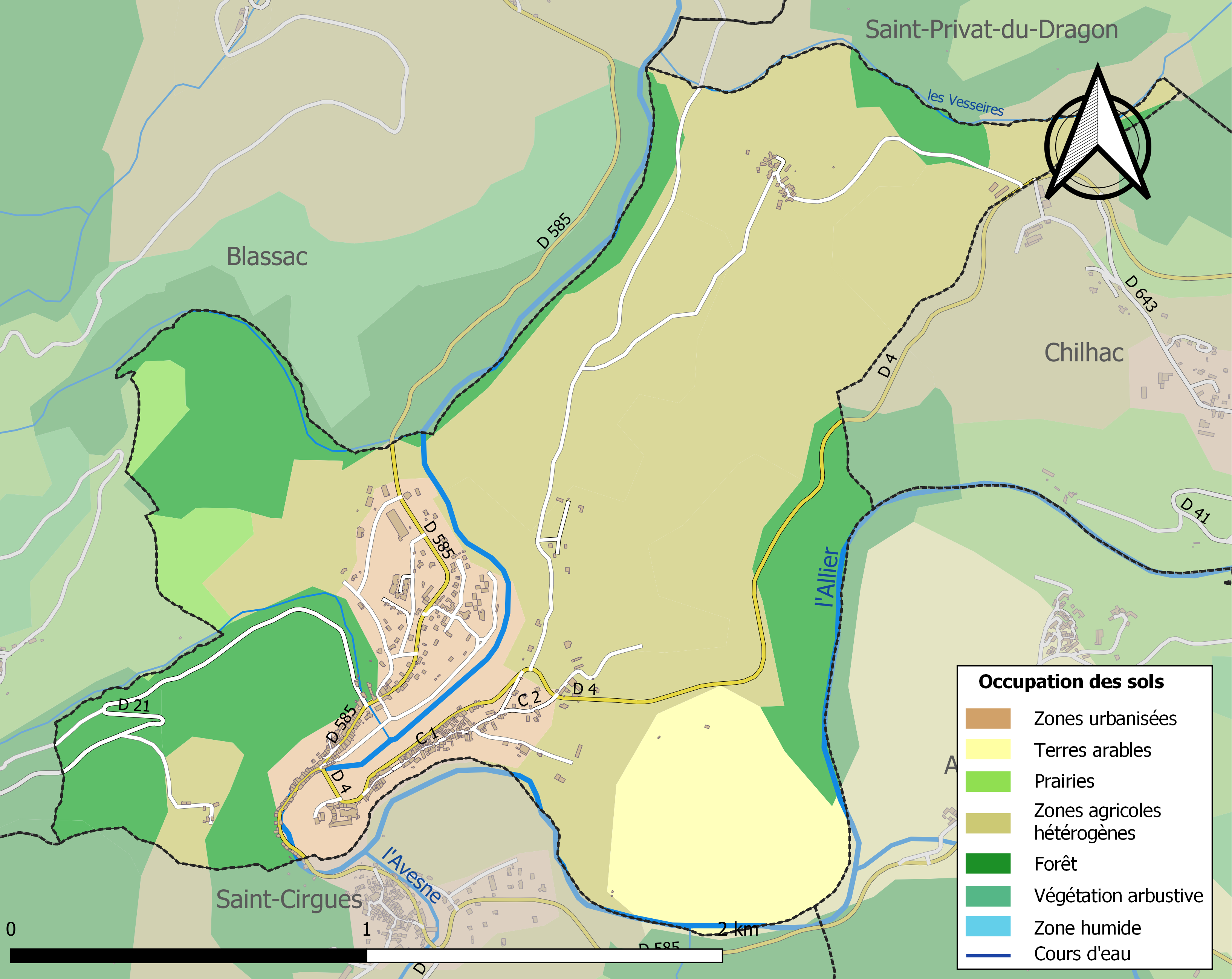
Carte des infrastructures et de l'occupation des sols de la commune en 2018 (CLC).

### Habitat et logement
En 2018, le nombre total de logements dans la commune était de 323, alors qu'il était de 298 en 2013 et de 329 en 2008.
Parmi ces logements, 46,8 % étaient des résidences principales, 32 % des résidences secondaires et 21,2 % des logements vacants. Ces logements étaient pour 84,5 % d'entre eux des maisons individuelles et pour 7,5 % des appartements.
Le tableau ci-dessous présente la typologie des logements à Lavoûte-Chilhac en 2018 en comparaison avec celle de la Haute-Loire et de la France entière. Une caractéristique marquante du parc de logements est ainsi une proportion de résidences secondaires et logements occasionnels (32 %) supérieure à celle du département (16,1 %) et à celle de la France entière (9,7 %). Concernant le statut d'occupation de ces logements, 51,4 % des habitants de la commune sont propriétaires de leur logement (69,6 % en 2013), contre 70 % pour la Haute-Loire et 57,5 pour la France entière.
| Typologie                                               | Lavoûte-Chilhac | Haute-Loire | France entière |
| ------------------------------------------------------- | --------------- | ----------- | -------------- |
| Résidences principales (en %)                           | 46,8            | 71,5        | 82,1           |
| Résidences secondaires et logements occasionnels (en %) | 32              | 16,1        | 9,7            |
| Logements vacants (en %)                                | 21,2            | 12,4        | 8,2            |

### Architecture
L'architecture du village est marquée par l'utilisation de la pierre locale, traditionnellement enduite, parfois couplée à la pierre de Volvic pour les constructions des notables ou les édifices religieux à l'instar du prieuré. Les toits sont en pente douce. La grande majorité du bâti résidentiel de la commune date du XIXe siècle, son quartier enserré dans la boucle possède quelques témoignages plus anciens, bien que souvent agrandis ou remaniés à cette époque.

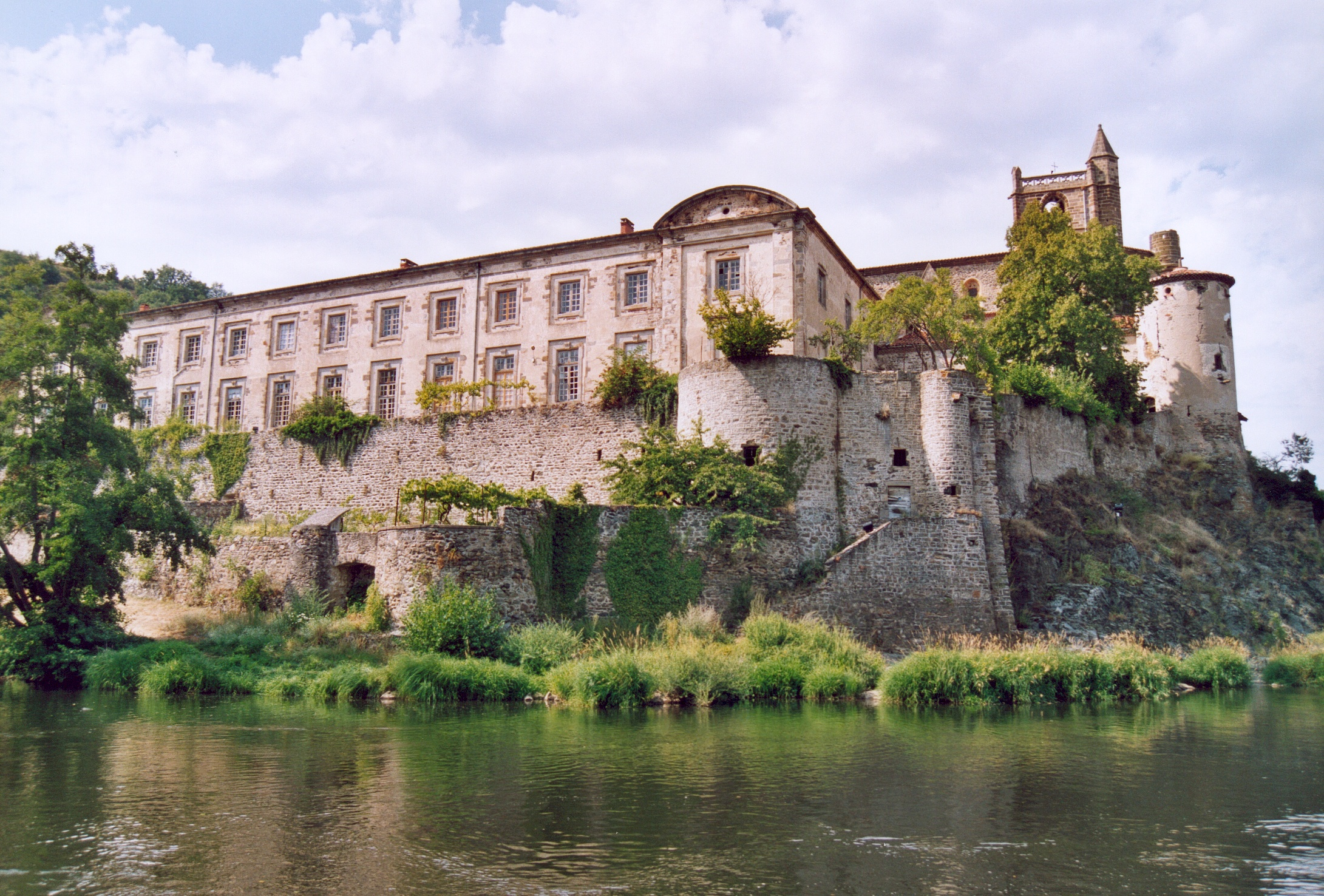
Prieuré.
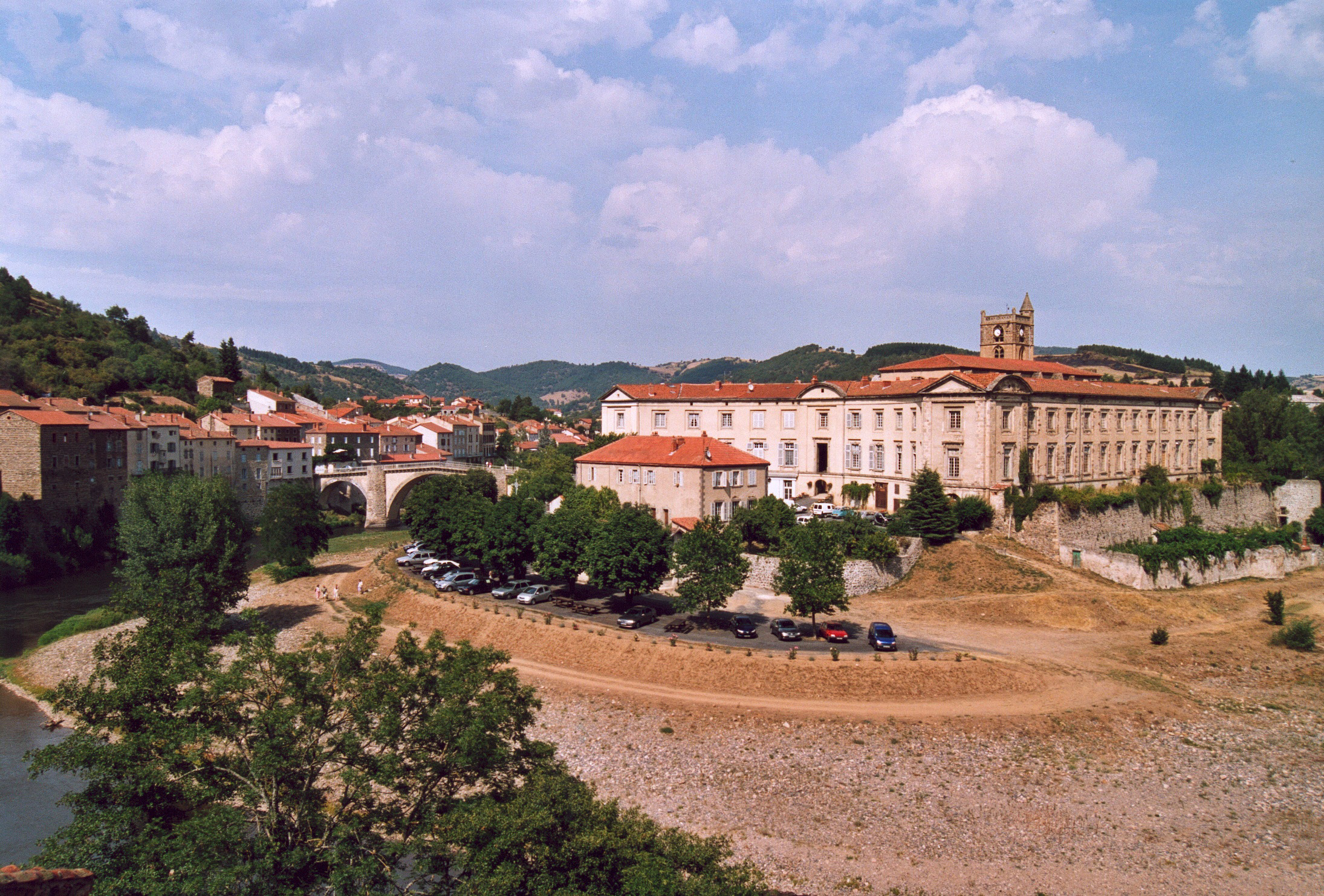
Prieuré dans la boucle de l'Allier.
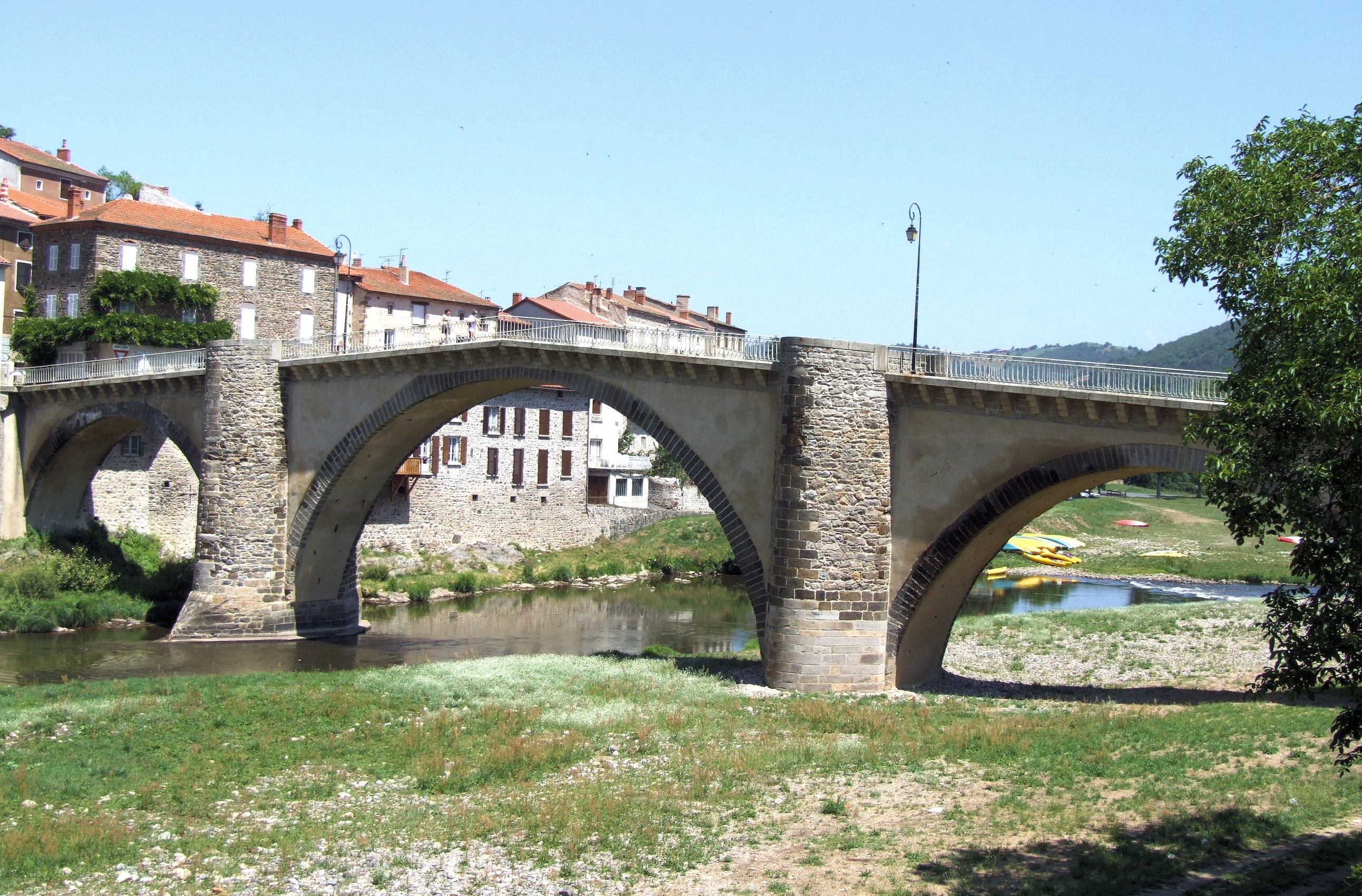
Pont du XVe siècle.
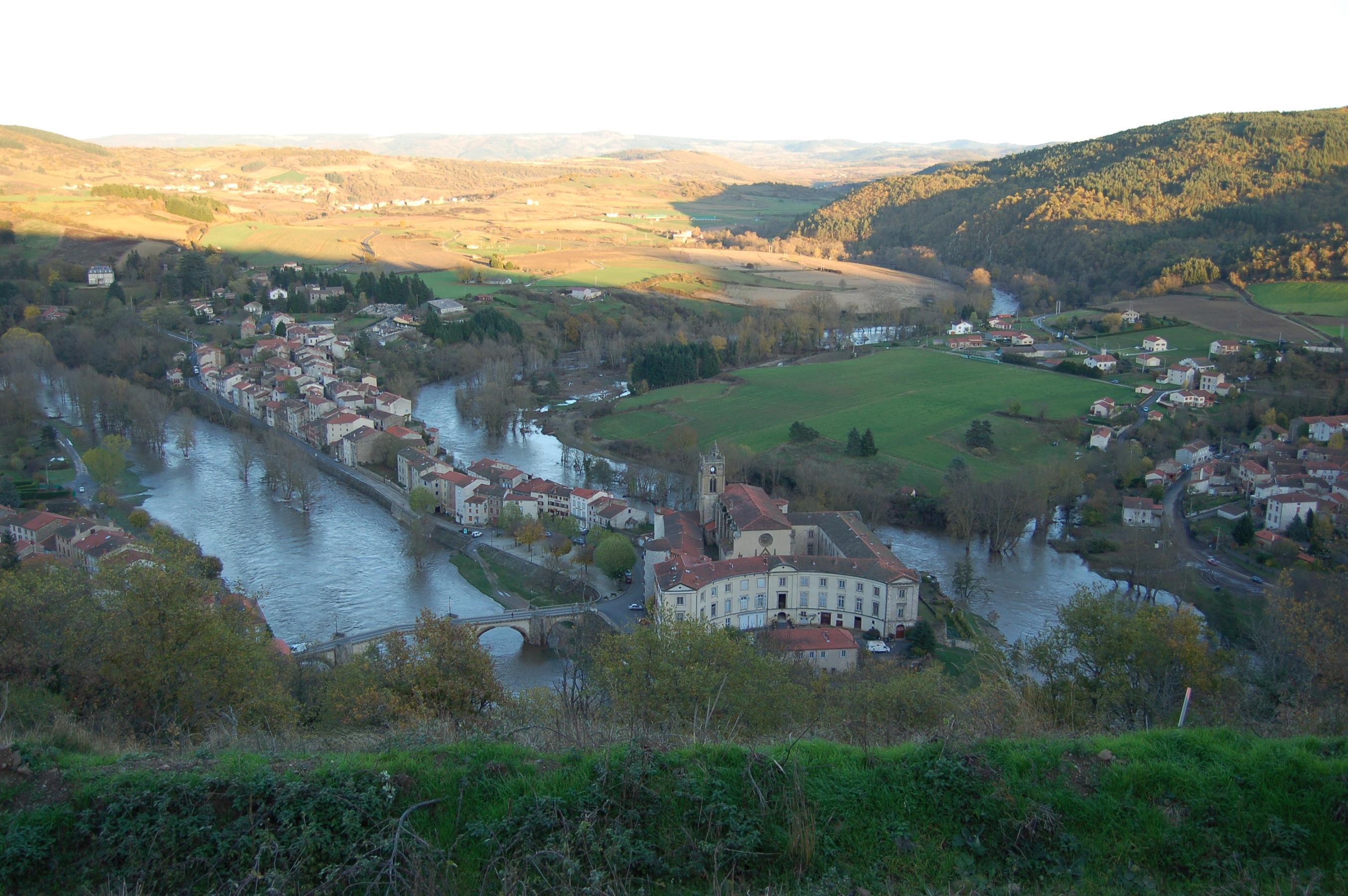
Lavoûte enserrée par l'Allier vue depuis le hameau du Bois.

### Voies de communication et transports
La commune est traversée par la RD 585 reliant les communes de Brioude au nord et de Langeac au sud.

## Toponymie
La première mention de Lavoûte apparaît dans la charte de fondation du prieuré Sainte-Croix de La Volte signée le 14 septembre 1025 Odilon de Mercœur et sa famille sous la forme de Volta (La Volte). On peut y lire :

« Incipimus aedificare ecclesiam in quodam monticulo propriae juris, qui Volta vocatur eoquod, praeterfluententibus aquis. Hylaris fluminis partibus ex tribus concluditur et, ut dicam, quasi sinuatim involvitur »

« Nous avons commencé à construire une église sur un promontoire situé dans l'une de nos propriétés. On l'appelle La Volte parce-que les eaux de la rivière Allier qui coulent à ses pieds l'entourent sur trois côtés et pour ainsi dire l'enveloppent de leurs plis sinueux. » (en latin *voltāre, de volūtāre signifie « tourner » et par extension, « tourner autour de, contourner »)
Ce toponyme ne désignait donc ni le bourg de Lavoûte, ni le prieuré puisque postérieurs mais bien le promontoire sur lequel ils furent construits.

## Histoire
Odilon de Mercœur, a durablement marqué le paysage architectural de Lavoûte-Chilhac par la création du prieuré clunisien de Sainte-Croix de La Volte. Issu d'une importante famille de la noblesse auvergnate possédant les terres de Saint-Cirgues et Lavoûte-Chilhac, il est élu cinquième abbé de Cluny en 994 et sera à l'origine du rayonnement et de la montée en puissance de cet ordre.
 Il cède, avec l'appui de sa famille, ses terres de Lavôute-Chilhac le 14 septembre 1025 pour y fonder le prieuré Sainte-Croix.
Le prieuré Sainte-Croix de Lavoûte-Chilhac, fondé par Odilon de Mercœur en 1025, est classé monument historique depuis 1862. Sa structure a subi de nombreuses modifications depuis son édification, achevée en 1045. L’église romane originelle est détruite en 1460 pour laisser place à une construction gothique, seule une partie de son mur sud est réutilisée dans la nouvelle construction. En 1747, l'abbaye de Cluny commande la construction de nouveaux bâtiments pour faire face à l’état de délabrement du bâti existant. En 1788 est commandée la construction des bâtiments de la place du fer à cheval, ceux-ci prendront fin en 1790 sans être arrivés à terme, offrant cet ensemble en forme de U dont chacune des faces marque sa différente époque de construction : la riche façade Sud propre au milieu du XVIIIe siècle avec ses larges baies et son ornementation classique. La singulière façade Est, incurvée, unique accès à l’église abbatiale, et enfin l'aile Nord tournée vers le village qui en est l’héritage le plus ancien avec ses bâtiments, sans doute du XVe siècle, les vestiges de son mur d'enceinte et sa tour désormais imbriquée dans les constructions particulières.
Le pont, qui permet aux deux quartiers de Lavôute-Chilhac d'être réunis, est le témoignage architectural le plus ancien que possède la commune, classé monument historique en 1926, l'une de ses arches date du XIe siècle. Élément indispensable de la commune, il est l'unique moyen pour traverser l'Allier et atteindre Lavôute-Chilhac.
Les crues qu'a connu le village ont marqué son agencement urbanistique. Ainsi, toutes les constructions que connait Lavoûte-Chilhac sont marquées par leur impressionnante hauteur, expliquée par les nombreux niveaux de caves qu'elles possèdent. Ce procédé architectural est dominant sur les constructions qui bordent la rivière. La route surplombant l'Allier de plusieurs mètres permet d’accéder aux maisons par leur rez-de-chaussée, tandis que leur façade côté Allier mise à nu nous montre que ce niveau palier est précédé de deux, voire trois niveaux de caves pouvant être inondés sans dommages majeurs en cas de crues. Précautions utiles car le village est marqué par plusieurs crues historiques, en 1710, 1790, 1835, 1856, 1943 et 1988. À l'angle de l'aile nord/ouest du prieuré, un marquage indique la hauteur des crues les plus impressionnantes.

### La légende de Notre-Dame trouvée
Notre-Dame trouvée, trésor de l’église abbatiale de Sainte-Croix, attire depuis cinq siècles pèlerinages et dévotions à Lavoûte-Chilhac. D'après la légende,, elle fut découverte un après-midi de l’été 1496 par deux jeunes filles jouant au bord de l'Allier, celles-ci en rompant un galet pour y faire jaillir des étincelles trouvèrent en son cœur une figure de femme portant un enfant, y voyant une représentation de la Vierge. Cette trouvaille fut admirée et l’évêque de Saint-Flour diligenta une enquête concluant à la bonne foi des enfants. On lui prêta des guérisons miraculeuses qui firent sa renommée, et reconnurent son culte. Placée dans un reliquaire en or, elle est aujourd'hui conservée dans la salle des trésors de l’église. Ses 15 millimètres en font la plus petite Vierge qui soit. Elle est fêtée le premier dimanche de juillet, par une procession et une prière mariale, une reconstitution de sa découverte est organisée au bord de la rivière.

## Politique et administration

### Découpage territorial
La commune de Lavoûte-Chilhac est membre de la communauté de communes des Rives du Haut Allier, un établissement public de coopération intercommunale (EPCI) à fiscalité propre créé le 27 décembre 2016 dont le siège est à Langeac. Ce dernier est par ailleurs membre d'autres groupements intercommunaux.
Sur le plan administratif, elle est rattachée à l'arrondissement de Brioude, au département de la Haute-Loire, en tant que circonscription administrative de l'État, et à la région Auvergne-Rhône-Alpes.
Sur le plan électoral, elle dépend du canton du Pays de Lafayette pour l'élection des conseillers départementaux, depuis le redécoupage cantonal de 2014 entré en vigueur en 2015, et de la deuxième circonscription de la Haute-Loire pour les élections législatives, depuis le redécoupage électoral de 1986.

### Liste des maires
| Période                                  | Période  | Identité                                    | Étiquette | Qualité                                              |
| ---------------------------------------- | -------- | ------------------------------------------- | --------- | ---------------------------------------------------- |
| Les données manquantes sont à compléter. |          |                                             |           |                                                      |
| ?                                        | ?        | Jean Fournier                               | RPR       | Général                                              |
| 1982                                     | 2008     | Jean-Pierre Vigier (père)                   | UDF       | Conseiller général Vice-président du conseil général |
| mars 2008                                | 2020     | Jean-Pierre Vigier (fils), dit Peter Vigier | UMP       | Député depuis 2012                                   |
| 2020                                     | En cours | Christian Dauphin                           |           |                                                      |

## Population et société

### Démographie

#### Évolution démographique
L'évolution du nombre d'habitants est connue à travers les recensements de la population effectués dans la commune depuis 1793. Pour les communes de moins de 10 000 habitants, une enquête de recensement portant sur toute la population est réalisée tous les cinq ans, les populations de référence des années intermédiaires étant quant à elles estimées par interpolation ou extrapolation. Pour la commune, le premier recensement exhaustif entrant dans le cadre du nouveau dispositif a été réalisé en 2004.

En 2022, la commune comptait 255 habitants, en évolution de −10,84 % par rapport à 2016 (Haute-Loire : +0,36 %, France hors Mayotte : +2,11 %).
| 1793 | 1800 | 1806 | 1821 | 1831 | 1836 | 1841 | 1846 | 1851 |
| ---- | ---- | ---- | ---- | ---- | ---- | ---- | ---- | ---- |
| 681  | 628  | 664  | 754  | 746  | 791  | 709  | 813  | 748  |

| 1856 | 1861 | 1866 | 1872 | 1876 | 1881 | 1886 | 1891 | 1896 |
| ---- | ---- | ---- | ---- | ---- | ---- | ---- | ---- | ---- |
| 683  | 679  | 736  | 752  | 749  | 743  | 727  | 741  | 704  |

| 1901 | 1906 | 1911 | 1921 | 1926 | 1931 | 1936 | 1946 | 1954 |
| ---- | ---- | ---- | ---- | ---- | ---- | ---- | ---- | ---- |
| 635  | 631  | 611  | 533  | 492  | 483  | 532  | 421  | 385  |

| 1962 | 1968 | 1975 | 1982 | 1990 | 1999 | 2004 | 2006 | 2009 |
| ---- | ---- | ---- | ---- | ---- | ---- | ---- | ---- | ---- |
| 396  | 344  | 261  | 272  | 286  | 302  | 318  | 314  | 309  |

| 2014 | 2019 | 2022 | - | - | - | - | - | - |
| ---- | ---- | ---- | - | - | - | - | - | - |
| 276  | 272  | 255  | - | - | - | - | - | - |

#### Pyramide des âges
La population de la commune est relativement âgée.
En 2018, le taux de personnes d'un âge inférieur à 30 ans s'élève à 18,3 %, soit en dessous de la moyenne départementale (31 %). À l'inverse, le taux de personnes d'âge supérieur à 60 ans est de 53,3 % la même année, alors qu'il est de 31,1 % au niveau départemental.
En 2018, la commune comptait 125 hommes pour 152 femmes, soit un taux de 54,87 % de femmes, largement supérieur au taux départemental (50,87 %).
Les pyramides des âges de la commune et du département s'établissent comme suit.
| Hommes | Classe d’âge | Femmes |
| ------ | ------------ | ------ |
| 3,1    | 90 ou +      | 14,8   |
| 15,2   | 75-89 ans    | 24,1   |
| 23,0   | 60-74 ans    | 24,3   |
| 22,2   | 45-59 ans    | 12,9   |
| 15,8   | 30-44 ans    | 7,5    |
| 11,6   | 15-29 ans    | 7,5    |
| 9,1    | 0-14 ans     | 8,8    |

| Hommes | Classe d’âge | Femmes |
| ------ | ------------ | ------ |
| 0,9    | 90 ou +      | 2,5    |
| 8,4    | 75-89 ans    | 11,7   |
| 20,4   | 60-74 ans    | 20,5   |
| 21,3   | 45-59 ans    | 20,3   |
| 16,8   | 30-44 ans    | 16,3   |
| 15,2   | 15-29 ans    | 13,2   |
| 17     | 0-14 ans     | 15,6   |

## Économie
Pour pallier l'exode rural, Lavoûte-Chilhac développe dès les années 1960 une offre touristique en accueillant un « Village vacances » communément appelées VVF Villages. Depuis 2010, le village jouit d'une forte politique urbanistique d'embellissement (pavage des artères anciennes, accessibilité des jardins surplombant la rivière, enfouissement du réseau électrique) dans l'optique de l'obtention du précieux label Les Plus Beaux Villages de France.

### Revenus
En 2018, la commune compte 150 ménages fiscaux, regroupant 264 personnes. La médiane du revenu disponible par unité de consommation est de 19 240 € (20 800 € dans le département).

### Emploi
| Division       | 2008  | 2013   | 2018   |
| -------------- | ----- | ------ | ------ |
| Commune        | 8,7 % | 11,8 % | 12,3 % |
| Département    | 6,3 % | 7,7 %  | 7,7 %  |
| France entière | 8,3 % | 10 %   | 10 %   |

En 2018, la population âgée de 15 à 64 ans s'élève à 126 personnes, parmi lesquelles on compte 70,6 % d'actifs (58,3 % ayant un emploi et 12,3 % de chômeurs) et 29,4 % d'inactifs,. Depuis 2008, le taux de chômage communal (au sens du recensement) des 15-64 ans est supérieur à celui de la France et du département.
La commune est hors attraction des villes,. Elle compte 145 emplois en 2018, contre 158 en 2013 et 144 en 2008. Le nombre d'actifs ayant un emploi résidant dans la commune est de 74, soit un indicateur de concentration d'emploi de 196,6 % et un taux d'activité parmi les 15 ans ou plus de 35,3 %.
Sur ces 74 actifs de 15 ans ou plus ayant un emploi, 36 travaillent dans la commune, soit 49 % des habitants. Pour se rendre au travail, 67,6 % des habitants utilisent un véhicule personnel ou de fonction à quatre roues, 1,4 % les transports en commun, 14,1 % s'y rendent en deux-roues, à vélo ou à pied et 16,9 % n'ont pas besoin de transport (travail au domicile).

### Commerces
En 2012, 3 types de commerce sont disponibles sur la commune de Lavoûte-Chilhac :
- 1 boucherie ;
- 1 boulangerie ;
- 1 épicerie.

## Culture locale et patrimoine

### Héraldique
| Blason de Lavoûte-Chilhac | Blason  | D'argent à la main de carnation tenant une croix de sable. |
| Blason de Lavoûte-Chilhac | Détails | Le statut officiel du blason reste à déterminer.           |
| Blason de Lavoûte-Chilhac | Alias   | D'argent à la croix dentelée d'azur.                       |

### Personnalités liées à la commune
- Jean-Louis Romeuf (1766-1812), général français, baron de l'Empire, tombé au champ d'honneur lors de la bataille de la Moskowa, y est né.
- Jacques Alexandre Romeuf (1772-1845), général français, y est né.

### Lieux et monuments
- Église abbatiale, bâtiment classé aux monuments historiques en 1862.
- Prieuré Sainte-Croix de Lavoûte-Chilhac, aile du XVe siècle et bâtiments conventuels en hémicycle du XVIIIe siècle, dominés par l'église et ceinturés par le reste des anciennes fortifications médiévales de l'abbaye, classé aux monuments historiques en 1937.
- Pont de Lavoûte-Chilhac[33], du XVe siècle, dont les parties les plus anciennes datent du XIe siècle[34]. Le pont était situé sur l'ancien tracé de la grande route reliant Lyon à Toulouse. L'ouvrage comprend quatre arches d'ouvertures 13,60 m - 25,00 m, 18,00 m et 11,40 m. Les piles ont une épaisseur comprise entre 4,11 m et 4,18 m. Le pont a été réparé plusieurs fois au XVIIIe siècle à la suite de crues. Il a été élargi en 1889 par encorbellement. Classé aux monuments historiques en 1926.
- Vestige de porte fortifiée et d'un mur d'enceinte désormais imbriqué dans les constructions, trois tours dont la base date du XVe siècle (sortie du "Vieux Lavoute" vers Chilhac).
- Place des Vieux-Moulins. Place principale et centrale du village bordée d'une part par l'allier et d'autre part par l'aile médiévale du prieuré, Tire son nom de la présence de moulins au début du siècle qui furent emportés par une crue.
- Jardin de l'abbaye, dont l’accès se fait par la place des Vieux-Moulins.
- Château de Saint-Maurice (privé).
- La Maison des Oiseaux, au Prieuré.
- En 2010, Lavoûte-Chilhac est, à l'instar de Blesle, choisi comme lieu de tournage du film La Nouvelle Guerre des boutons.